# باشگاه ورزشی فرایبورگ
باشگاه ورزشی اس‌سی فرایبورگ (به آلمانی: SC Freiburg) باشگاه فوتبال آلمانی است که در فرایبورگ یکی از شهرهای ایالت بادن-وورتمبرگ قرار دارد.
باشگاه فرایبورگ در ۳۰ مه ۱۹۰۴ تأسیس شده‌است.
این باشگاه با کسب رتبه ششم در فصل ۲۰۲۱–۲۲ بوندسلیگا آلمان برای اولین بار جواز حضور در لیگ اروپا را به دست آورد.
باشگاه فوتبال فرایبورگ در مسابقات جام حذفی آلمان ۲۰۲۱–۲۲ به فینال این مسابقات رسید اما در ضربات پنالتی مغلوب تیم لایپزیگ شد و به مقام نایب قهرمانی این مسابقات رسید.
این تیم سابقه ۴ قهرمانی در رقابت بوندسلیگا ۲ را دارد 

## بازیکنان کنونی
تا تاریخ ۱ ژانویه ۲۰۲۲٫
| شماره |                 | پست       | بازیکن                    |
| ----- | --------------- | --------- | ------------------------- |
| ۱     | آلمان           | دروازه‌بان | بنجامین آپهوف             |
| ۲     | بلژیک           | مدافع     | هوگو سیکه                 |
| ۳     | اتریش           | مدافع     | فیلیپ لینهارت             |
| ۴     | آلمان           | مدافع     | نیکو اشلوتربک             |
| ۵     | آلمان           | مدافع     | مانوئل گولده              |
| ۷     | فرانسه          | مدافع     | جاناتان اشمید             |
| ۸     | آلمان           | هافبک     | مکسیمیلیان اگشتاین        |
| ۹     | آلمان           | مهاجم     | لوکاس هولر                |
| ۱۱    | بوسنی و هرزگوین | مهاجم     | ارمدین دمیروویچ           |
| ۱۴    | آلمان           | هافبک     | یانیک کایتل               |
| ۱۷    | آلمان           | مدافع     | لوکاس کوبلر               |
| ۱۸    | آلمان           | مهاجم     | نیلس پترسن ( کاپیتان دوم) |
| ۱۹    | آلمان           | هافبک     | یانیک هابرر               |

| شماره |           | پست       | بازیکن                       |
| ----- | --------- | --------- | ---------------------------- |
| ۲۰    | آلمان     | مهاجم     | کوین شاده                    |
| ۲۱    | آلمان     | دروازه‌بان | نواه آتوبولو                 |
| ۲۲    | مجارستان  | هافبک     | رولند سالای                  |
| ۲۴    | آلمان     | مدافع     | کیمبرلی ازکوم                |
| ۲۵    | فرانسه    | مدافع     | کیلیان سیلدیلیا              |
| ۲۶    | هلند      | دروازه‌بان | مارک فلکن                    |
| ۲۷    | آلمان     | هافبک     | نیکلاس هافلر                 |
| ۲۹    | کره جنوبی | مهاجم     | جئونگ وو-یئونگ               |
| ۳۰    | آلمان     | مدافع     | کریستین گونتر ( کاپیتان)     |
| ۳۱    | آلمان     | مدافع     | کوین اشلوتربک                |
| ۳۲    | ایتالیا   | هافبک     | وینچنزو گریفو ( کاپیتان سوم) |
| ۳۳    | آلمان     | هافبک     | Noah Weißhaupt               |
| ۴۵    | سوئیس     | مهاجم     | نیشان بورکارت                |